# Brevi manu
Brevi manu, letteralmente tradotto dal latino, significa con mano breve (direttamente, di persona).
L'espressione si riferisce a cosa consegnata da mano a mano, senza interposta persona. Nell'uso quotidiano significa fare una consegna dal mittente al destinatario, al di fuori dei canali preposti: posta, corrieri e simili. Il termine dà il nome anche al "breve pontificio", lettere usate per comunicare nomine, dispensare indulgenze.

## Diritto romano
Nel diritto romano la Traditio  brevi manu era uno dei sistemi di acquisto della proprietà. Essa consisteva nella trasformazione dello stato soggettivo, per cui chi aveva già posseduto la cosa a titolo di pegno, avendo mutato l'animus, cominciava a possederla a titolo di proprietà; si trattava cioè di un modo di acquisto a titolo derivativo del possesso che prescindeva dalla consegna della cosa, il cui corpus era già detenuto. L'ipotesi inversa veniva chiamata constituto possessorio.